# Juan Manuel Fangio
Juan Manuel Fangio, argentinski dirkač Formule 1, * 24. junij 1911, Balcarce,  Argentina, † 17. julij 1995, Buenos Aires, Argentina. 
Fangio, z vzdevkom El Maestro, je dominiral v prvem desetletju Formule 1. Osvojil je pet naslovov svetovnega prvaka s štirimi popolnoma različnimi moštvi - Alfa Romeo, Maserati, Mercedes in Ferrari, kar za zdaj ni uspelo nobenemu drugemu dirkaču, štiri zaporedne naslove prvaka in štiriindvajset prvenstvenih zmag, na vsega dvainpetdesetih prvenstvenih dirkah Formule 1. Ti dosežki ga uvrščajo med najboljše dirkače v zgodovini Formule 1. 
S petimi naslovi prvaka je bil dolgo rekorder po število naslovov prvaka, njegov dosežek je izboljšal Michael Schumacher v sezoni 2003 s svojim šestim naslovom prvaka, v naslednji sezoni 2004 pa je Schumacher s svojim petim zaporednim naslovom izboljšal še Fangiev dotedanji rekord štirih zaporednih naslovov. Njegovih štiriindvajset zmag je veljalo za rekord do sezone 1968, ko je svojo petindvajseto zmago dosegel Jim Clark. Še vedno pa drži rekord za največji odstotek zmag v Formuli 1, saj je dobil kar 46,15 % vseh prvenstvenih dirk, na katerih je štartal. S šestinštiridesetimi leti, kolikor je bil star ob svojem zadnjem naslovu prvaka, je Fangio tudi najstarejši svetovni prvak v zgodovini Formule 1.

## Pred Formulo 1
Fangio se je rodil 24. junija 1911 v argentinskem mestu Balcarcu italijanskima staršema, ki sta bila iz vasi Castiglione Messer Marino pri Chieti. Pri dvanajstih letih je pustil šolo in postal vajenec tako v železarski tovarni kot tudi v mehanični delavnici, kjer se je naučil razstaviti in sestaviti motor ter od koder izvira njegova strast do avtomobilov. Dirkati je začel leta 1934, ko je obnovil Ford Model A iz leta 1929. Leta 1938 je nastopil na dirki Turismo Carretera Gran Premio Argentino, kjer sta z Manuelom Ayerzo z dirkalnikom Ford 1937 Coupe osvojila sedmo mesto. V letih 1940 in 1941 je z dirkalniki Chevrolet osvojil naslova argentinskega prvaka. Leta 1940 je zmagal na dirki Gran Premio del Norte dolgi skoraj 10.000 km od Buenos Airessa preko Andov do Lime in nazaj. Dirka je potekala dva tedna z etapami vsak dan, mehanska popravila dirkalnika so bila omejena le na dirkača in sovoznika po vsaki od etap. V tistem času je v Argentini vladalo veliko rivalstvo med Chevroletom, za katerega je dirkal Fangio, in Fordom, za katerega je dirkal Oscar Alfredo Gálvez, ki pa se je ščasoma razvilo v veliko prijatelstvo med dirkačema. Med drugo svetovno vojno je vladala gosposarska recesija, že nove pnevmatike so bile zelo redke, zato je dirkaški šport tudi v Argentini začasno zamrl. V tem času je Fangio delal kot prodajalec tovornjakov in potoval iz mesta v mesto, pri svoji novi službi pa je bil zelo uspešen, ker so ljudje spoštovali njegov profesionalizem in skromnost.

## Formula 1
Juan Manuel Fangio je v nasprotju z veliko večino ostalih dirkačev začel dirkati pri razmeroma pozni starosti, zato je bil na večini dirk Formule 1, na katerih je nastopil, najstarejši dirkač. V času njegove kariere so dirkači dirkali skoraj brez zaščite, zato so bile smrtne nesreče med dirkači v tistem času nekaj običajnega. Njegovi največji dirkaški rivali so bili Alberto Ascari, Giuseppe Farina in Stirling Moss.

### Pred 1950
V sezoni 1947 je nastopil na štirih južnoameriških dirkah za Veliko nagrado, Copa Acción de San Lorenzo, kjer je bil z dirkalnikom Ford-Chevrolet šesti, Semana de Bell Ville, kjer je bil z dirkalnikom Volpi-Rickenbacker peti, Velika nagrada Montevidea, kjer je z dirkalnikom Volpi-Chevrolet odstopil, in Velika nagrada Mar del Plate, kjer je bil peti. V naslednji sezoni 1948 je v moštvu A.C.A. z dirkalnikoma Maserati 4CL in Simca-Gordini T11 še vedno nastopal na južnoameriških dirkah za Veliko nagrado, najboljši rezultat je dosegel s petim mestom na dirki za Veliko nagrado Generala San Martína.
Zaradi dirkaških uspehov je pridobil sponzorstvo Argentinskega avtomobilskega kluba (Automovil Club Argentino) in argentinske vlade Juana Peróna za dirkanje v Evropi leta 1949. Večje uspehe na dirkah za Veliko nagrado je začel dosegati prav v sezoni 1949, najprej z drugim mestom na dirki za Veliko nagrado Eve Duarte Perón, nato pa s kar petimi zaporednimi zmagami na dirkah za Veliko nagrado Generala San Martína še v moštvu A.C.A., nato pa v moštvu Officine Alfieri Maserati na dirkah Velika nagrada Sanrema, Grand Prix de Pau in Velika nagrada Roussillona ter v moštvu Equipe Gordini na dirki za Veliko nagrado Marseilla. Kasneje v sezoni pa je dosegel še zmago na dirki za Veliko nagrado Albija, ponovno v tovarniškem moštvu Maseratija. S temi rezultati je močno povečal zanimanje zanj med moštvi pred začetkom premierne sezone svetovnega prvenstva Formule 1.

### 1950-1951
»Vedno si moraš prizadevati, da si najboljši, toda nikoli ne smeš verjeti, da si res.«

Juan Manuel Fangio
Za premierno sezono svetovnega prvenstva Formule 1, sezono 1950, se je Fangio pridružil moštvu Alfa Romeo, kjer sta dirkala tudi Giuseppe Farina in Luigi Fagioli. Tudi zaradi manjšega števila konkurenčnih dirkalnikov po drugi svetovni vojni, se je dirkalnik Alfetta izkazal za dominantnega. Fangio je zmagal na vseh treh dirkah, ki jih je končal, Velikih nagradah Belgije, Monaka in Francije, toda odločitev je padla na zadnji dirki za Veliko nagrado Italije, ker je Fangio po najboljšem štartnem položaju in najhitrejšem krogu odstopil zaradi okvare menjalnika, in skupno ga je premagal Farina s tremi zmagami in četrtim mestom. V sezoni 1950 je Fangio nastopil še na osmih neprvenstvenih dirkah ter dosegel štiri zmage, na dirkah Grand Prix de Pau, Velika nagrada Sanrema, Grand Prix des Nations in Velika nagrada Pescare, ter še dve drugi mesti. Tudi v naslednji sezoni 1951 je Fangio dosegel tri zmage na dirkah za Veliko nagrado Švice, Francije in Španije, odločitev o naslovu je ponovno padla na zadnji dirki, toda tokrat je postal prvak Fangio s prednostjo šestih točk pred Albertom Ascarijem.
Ker je prvenstvo Formule 1 v sezoni 1952 potekalo pod pravili Formule 2, Alfa Romeo ni mogla sodelovati s svojimi dominantnimi dirkalniki Alfetta, in se je umaknila iz športa, zaradi česar se je branilec naslova Fangio znašel brez moštva in dirkalnika za začetek prvenstva. Tako je nastopil na prvi neprvenstveni dirki šele junija, ko je z dirkalnikom V16 BRM nastopil na neprvenstvenih dirkah za Veliko nagrado Albija in Ulster Trophy. Fangio se je dogovoril, da bo dan po Ulster Trophy z Maseratijem nastopil na Veliki nagradi Monze, toda ker je zamudil na letalo, se je vozil celo noč iz Pariza in prispel na dirko pol ure pred štartom. Kljub veliki utrujenosti je štartal iz začelja štartne vrste, toda v drugem krogu je zletel s steze, trčil v ogrado, nato pa ga je še vrglo iz dirkalnika. V hudi nesreči je ob več poškodbah utrpel tudi zlom vratu, okreval pa je preostanek leta v domači Argentini.

### 1953-1955
Fangio je začel leto 1953 popolnoma pripravljen z zmago na dirki Carrera Panamericana z dirkalnikom Lancia D24. V sezoni 1953 se je z Maseratijem boril proti dominantnim Ferrarijem, ter dosegel zmago na dirki za Veliko nagrado Italije in tri druga mesta, skupno pa je končal na drugem mestu v dirkaškem prvenstvu, zmagal pa je tudi na neprvenstveni dirki za Veliko nagrado Modene. V naslednji sezoni 1954 je dirkal z Maseratijem, dokler se v Formulo 1 ni vključil Mercedes-Benz, s katerima je na osmih dirkah dosegel kar šest zmag in z veliko prednostjo osvojil svoj drugi naslov prvaka. Tudi v sezoni 1955 je dirkal z dominantnim dirkalnikom W196 Monoposto, ko je bil njegov moštveni kolega Stirling Moss, ter je s štirimi zmagi in drugim mestom na šestih dirkah z lahkoto obranil naslov prvaka. Po koncu sezone se je zaradi tragične nesreče na dirki 24 ur Le Mansa, v kateri je umrlo preko osemdeset gledalcev, Mercedes umaknil iz dirkaškega športa.

### 1956-1958
V sezoni 1956 je Fangio prestopil k Ferrariju, kjer je zamenjal smrtno ponesrečenega Ascarija. S tremi zmagami in dvema drugima mestoma na sedmih dirkah je osvojil še svoj četrti naslov prvaka. Na zadnji in odločilni dirki za naslov prvaka za Veliko nagrado Italije, je bil Fangio po okvari svojega dirkalnika že v izgubljenem položaju, toda nesebično mu je svoj dirkalnik odstopil moštveni kolega Peter Collins, tako da sta si razdelila točke za drugo mesto na dirki, Fangio pa je osvojil naslov prvaka tri točke pred Stirlingom Mossem. Ob tem je zmagal še na neprvenstvenih dirkah za Veliko nagrado Buenos Airesa in Veliko nagrado Sirakuz.

»Še nikoli v življenju nisem dirkal tako hitro in ne verjamem, da bom sploh še kdaj lahko.«

Fangio po VN Nemčije 1957
V naslednji sezoni 1957 se je vrnil k Maseratiju, kjer je dirkal z znamenitim dirkalnikom 250F, s katerim je dirkal že v prvi polovici sezone 1954. Sezono je začel odlično z zmagami na prvih treh dirkah sezone, nato pa je na dirki za Veliko nagrado Velike Britanije zaradi okvare motorja odstopil. Nato je prišla njegova najznamenitejša dirka za Veliko nagrado Nemčije, kjer je z najboljšega štartnega položaja štartal slabo in padel na tretje mesto za oba Ferrarija Hawthorna in Collinsa, toda že v tretjem krogu se je prebil v vodstvo. Nato je v trinajstem krogu ob prednosti pol minute zapeljal na postanek v bokse, ki se je ponesrečil, in Fangio se je vrnil na stezo 50 sekund za Ferrarijema. S stalnim postavljanjem najhitrejših krogov, končni v dvajsetem krogu je bil kar enajst sekund hitrejši od konkurence, je le dva kroga pred koncem dirke ujel Ferrarija in ju prehitel, ter s prednostjo treh sekund zmagal in si s tem že zagotovil svoj peti naslov prvaka. Ta vožnja Fangia velja za eno najboljših v zgodovini Formule 1.
Po koncu sezone 1958, ko je nastopil le na dirkah za Veliko nagrado Argentine in Veliko nagrado Francije ter bil obakrat četrti, se je upokojil s takrat rekordnimi petimi naslovi prvaka, med njimi štirimi zaporednimi. Na 51-ih dirkah je dosegel štiriindvajset zmag, s čimer ima najboljši odstotek zmag v zgodovini Formule 1, več kot deset let je držal rekord za največ zmag, v krajšem obdobju pa še več drugih rekordov. Na zadnji dirki za Veliko nagrado Francije je vodilni Mike Hawthorn že za krog prehitel Fangia, toda iz spoštovanja do njega je tik pred ciljem zaviral in s tem omogočil Fangiu še zadnji petdeseti krog.

## Kasnejše življenje in smrt
Leta 1958 so Fangia na Kubi ugrabili uporniki, toda kasneje so ga izpustili. Po koncu dirkaške kariere je bil Fangio promotor Mercedes-Benza, pogosto je bil na demonstracijskih vožnjah v svojih starih dirkalnikih. Leta 1974 je postal šef Mercedes-Benza Argentine, od leta 1987 pa častni in dosmrtni predsednik družbe. V začetku osemdesetih let je bil operiran na srcu, opravili so srčni obvod. Leta 1990 je bil sprejet v Mednarodno motošportno hišo slavnih. Umrl je 17. julija 1995 v Buenos Airesu v starosti 84-ih let. Pokopan je v rojstnem mestu Balcarce.

## Zapuščina
Na uradni strani Formule 1 je zapisano: »Za mnoge je Fangio najboljši dirkač vseh časov.«. Mnogi kasnejši šampioni kot so Jim Clark, Alain Prost, Ayrton Senna in Michael Schumacher, so bili primerjani s Fangiem, kljub temu, da je znano, da take primerjave niso realistične, ker so se kvalitete potrebne za tak uspeh skozi čas spreminjale. Ob tem pa so se spreminjala tudi pravila, v Fangiovem času je na primer dirkač lahko dirkal v več dirkalnikih na eni dirki.
Po izboljšanju dolgoletnega Fangievega rekorda petih naslovov svetovnega prvaka, ki je veljal kar petinštirideset let, je Michael Schumacher povedal: »Fangio je na višjem nivoju kot vidim sebe. Njegovi dosežki zelo izstopajo, tudi naši pa so zelo posebni. Zelo spoštujem njegove uspehe. Ne da se kar vzeti take osebnosti kot je bil Fangio in ga primerjati z današnjim dogajanjem v Formuli 1. Taka primerjava sploh ni mogoča.«
V Argentini velja Fangio za enega največjih športnikov svojega naroda. Pogosto ga imenujejo El Maestro, anketa med argentinskimi športnimi novinarji in komentarji ga je postavila na drugo mesto najboljši argentinskih športnikov dvajsetega stoletja, premagal ga je le znameniti nogometaš Diego Maradona. Leta 1972 je bilo dirkališče v njegovem rodnem mestu Balcarce preimenovano v Dirkališče Juana Manuela Fangia. 22. novembra 1986 je bil prav tako v njegovem rodnem mestu odprt muzej Centro Tecnológico y Cultural Museo del Automovilismo Juan Manuel Fangio.
Tudi Fangiev nečak Juan Manuel Fangio II je bil uspešen dirkač.
Po svetu stoji pet Fangievih kipov, ki jih je naredil katalonski umetnik Joaquim Ros Sabaté, v Puertu Maderu (Buenos Aires), Monte Carlu (Monako), Montmelu (Španija), Nürburgringu (Nemčija) in Monzi (Italija).

## Popolni rezultati Formule 1
(legenda) (odebeljene dirke pomenijo najboljši štartni položaj, poševne pa najhitrejši krog, †-uvrščen kljub odstopu)
| Leto | Moštvo                    | Šasija              | Motor            | 1       | 2       | 3       | 4       | 5      | 6     | 7       | 8     | 9     | 10  | 11  | Prv | Toč        |
| ---- | ------------------------- | ------------------- | ---------------- | ------- | ------- | ------- | ------- | ------ | ----- | ------- | ----- | ----- | --- | --- | --- | ---------- |
| 1950 | Alfa Romeo SpA            | Alfa Romeo 158      | Alfa Romeo L8C   | VB Ret  | MON 1   | 500     | ŠVI Ret | BEL 1  | FRA 1 |         |       |       |     |     | 2.  | 27         |
| 1950 | Alfa Romeo SpA            | Alfa Romeo 158/159  | Alfa Romeo L8C   |         |         |         |         |        |       | ITA Ret |       |       |     |     | 2.  | 27         |
| 1951 | Alfa Romeo SpA            | Alfa Romeo 159A     | Alfa Romeo L8C   | ŠVI 1   | 500     |         | FRA 1   |        |       |         |       |       |     |     | 1.  | 31 (37)    |
| 1951 | Alfa Romeo SpA            | Alfa Romeo 159B     | Alfa Romeo L8C   |         |         | BEL 9   |         | VB 2   | NEM 2 |         |       |       |     |     | 1.  | 31 (37)    |
| 1951 | Alfa Romeo SpA            | Alfa Romeo 159M     | Alfa Romeo L8C   |         |         |         |         |        |       | ITA Ret | ŠPA 1 |       |     |     | 1.  | 31 (37)    |
| 1953 | Officine Alfieri Maserati | Maserati A6GCM      | Maserati L6      | ARG Ret | 500     | NIZ Ret | BEL Ret | FRA 2  | VB 2  | NEM 2   | ŠVI 4 | ITA 1 |     |     | 2.  | 28 (29.5)  |
| 1954 | Officine Alfieri Maserati | Maserati 250F       | Maserati L6      | ARG 1   | 500     | BEL 1   |         |        |       |         |       |       |     |     | 1.  | 42 (57.14) |
| 1954 | Daimler Benz AG           | Mercedes-Benz W196  | Mercedes-Benz L8 |         |         |         |         |        | NEM 1 | ŠVI 1   |       | ŠPA 3 |     |     | 1.  | 42 (57.14) |
| 1954 | Daimler Benz AG           | Mercedes-Benz W196S | Mercedes-Benz L8 |         |         |         | FRA 1   | VB 4   |       |         | ITA 1 |       |     |     | 1.  | 42 (57.14) |
| 1955 | Daimler Benz AG           | Mercedes-Benz W196  | Mercedes-Benz L8 | ARG 1   | MON Ret | 500     | BEL 1   | NIZ 1  | VB 2  | ITA 1   |       |       |     |     | 1.  | 40 (41)    |
| 1956 | Scuderia Ferrari          | Lancia-Ferrari D50  | Ferrari V8       | ARG 1   | MON 2   | 500     | BEL Ret | FRA 4  | VB 1  | NEM 1   | ITA 2 |       |     |     | 1.  | 30 (33)    |
| 1957 | Officine Alfieri Maserati | Maserati 250F       | Maserati L6      | ARG 1   | MON 1   | 500     | FRA 1   | VB Ret | NEM 1 | PES 2   | ITA 2 |       |     |     | 1.  | 40 (46)    |
| 1958 | Scuderia Sud Americana    | Maserati 250F       | Maserati L6      | ARG 4   | MON     | NIZ     | 500     | BEL    |       |         |       |       |     |     | 14. | 7          |
| 1958 | Juan Manuel Fangio        | Maserati 250F       | Maserati L6      |         |         |         |         |        | FRA 4 | VB      | NEM   | POR   | ITA | MAR | 14. | 7          |